# Verena von Strenge
Verena von Strenge (ur. 27 lipca 1975) – niemiecka tancerka i wokalistka.
Swą pasję taneczną rozwijała już od 5. roku życia ucząc się tańca klasycznego od swojej babci, która była baletnicą. Prawdziwą karierę rozpoczęła występując z grupą Dune.

## Dune
Początkowo w zespole pełniła funkcję tancerki. Później jednak stała się wokalistką i zarazem jedną z najbardziej rozpoznawalnych postaci w grupie. Po nagraniu trzech albumów postanowiła opuścić Dune na rzecz kariery solowej. W 1999 powróciła do zespołu i uczestniczyła w nagraniu kolejnych singli, takich jak Dark Side Of The Moon czy Heaven. Jednak po kilku latach grupa zawiesiła działalność.

## Dyskografia

### Single
- 1997 Finally Alone
- 1998 Heartbeat
- 1998 Part Of Your World
- 1998 Sky (Follow Me) (nigdy niewydana)
- 2002 Rain & Tears
- 2007 Angels